# Afrikanetz foucauldi
Afrikanetz foucauldi is een vlinder uit de familie van de Houtboorders (Cossidae). De wetenschappelijke naam van deze soort is voor het eerst voorgesteld door Roman Viktorovitsj Jakovlev, Aleksej Michaïlovitsj Prozorov, Mohamed Traore, Harald Sulak en Günter Müller in een publicatie uit 2023.
De soort komt voor in Zuid-Algerije (Ahaggar).